# Lukula
Lukula este un oraș în  provincia Bas-Congo, Republica Democrată Congo. În 2012 avea o populație de 32 808 de locuitori, iar în 2004 avea 26 878.